# Stora Alvaret
Stora Alvaret (af det gammelsvenske ord alvar, der betyder skovløse egne på kalkgrund) er et næsten fuldstændigt fladt landskab på den sydlige del af Öland. Sletten er 37 km lang og 15 km bred, og den dækker næsten en fjerdedel af øens areal.
Landskabet er dannet på en vandret aflejring af kalksandsten, hvor den uigennemtrængelige undergrund, det høje kalkindhold og øens fastlandsprægede klima tilsammen skaber helt enestående vækstbetingelser under nordiske forhold. På Alvaret finder man af samme grund talrige plantearter, som ellers kun ses på de store stepper i Østeuropa.
Stora Alvaret er sammen med det særlige kulturlandskab på Søndre Øland på UNESCOs verdensarvsliste.
- Karstsprække med Busk-Potentil, Knoldet Mjødurt og Hvid Stenurt.
- Stora Alvaret.
- Stora Alvaret.